# Doutzen Kroes
Pour les articles homonymes, voir Kroes.
Doutzen Kroes, née le 23 janvier 1985 à Eastermar (Frise), est un mannequin et une actrice néerlandaise. Elle travaille pour Victoria's Secret de 2004 à 2014, devenant une égérie en 2008.

## Biographie
Après avoir terminé ses études, Doutzen Kroes, encouragée par son entourage, se présente dans les agences de mannequinat de son pays. Rapidement signée, elle défile pour les plus grandes maisons dont Dior, Gaultier, Alexander Mc Queen, ou encore Louis Vuitton. Doutzen Kroes est alors représentée par de nombreuses agences : Paparazzi Amsterdam, DNA Models, Viva Models et Women Management.
Elle a posé en couverture des magazines Time, Vogue (Italie, France, États-Unis, Australie, Espagne, Allemagne), L’Officiel, Harper's Bazaar, Elle, Marie Claire, Glamour, W, Dazed & Confused, et Numéro.
Durant sa carrière, elle a également décroché des campagnes publicitaires pour des marques comme Gucci, Calvin Klein, Tommy Hilfiger, Escada, Dolce & Gabbana, Guerlain, H&M, HUGO by Hugo Boss, Blumarine, Valentino, Versace, Neiman Marcus, L’Oréal, Tiffany & Co et d'autres.
En 2005, Doutzen Kroes est élue « Mannequin de l'Année » par les internautes du site web Vogue.com[source secondaire souhaitée].
La même année, elle est l'égérie du parfum « Eternity » de Calvin Klein et succède ainsi à Christy Turlington.
En 2006, elle signe un contrat de trois ans avec la marque L’Oréal et devient l'image publicitaire de L’Oréal Paris[source secondaire souhaitée].
La même année, Omrop Fryslân réalise un documentaire sur Doutzen Kroes[source secondaire souhaitée]. Piter Claus filme alors Doutzen pendant la fashion week à Milan. Le documentaire reçoit un NL-Award dans la catégorie « meilleur documentaire régional ».
En 2007, selon le magazine Forbes, elle est le 14e mannequin le mieux payé au monde avec un revenu annuel de 1,5 million $.
En 2008, Forbes publie un nouveau classement. Doutzen Kroes est alors le 5e mannequin mondial le mieux payé derrière Gisele Bündchen, Heidi Klum, Kate Moss et Adriana Lima, avec un revenu annuel estimé à 6 millions $.
En mai 2007, elle est en couverture du Vogue US et pose avec les mannequins Hilary Rhoda, Caroline Trentini, Raquel Zimmermann, Sasha Pivovarova, Agyness Deyn, Coco Rocha, Jessica Stam, Chanel Iman et Lily Donaldson.
En avril 2008, Victoria's Secret confirme que Doutzen Kroes est le nouvel Ange de la marque. Elle rejoint ainsi : Miranda Kerr, Adriana Lima, Heidi Klum et Alessandra Ambrosio.
En 2008, elle signe un contrat avec la marque de jeans, 7 For All Mankind, et un contrat avec la marque de cachemire, Repeat.
Elle pose également pour le Calendrier Pirelli de 2008.
En novembre 2011, Doutzen Kroes fait ses débuts au cinéma et tourne dans Nova Zembla, le premier film néerlandais en 3D.
D'après le magazine Forbes, elle est le cinquième mannequin le mieux payé au monde, avec un revenu annuel estimé à 5,5 millions d'euros (6,9 millions $) entre mai 2011 et mai 2012.

Elle apparaît régulièrement dans le catalogue Victoria's Secret, et participe également aux défilés (sept fois jusqu'en 2014).

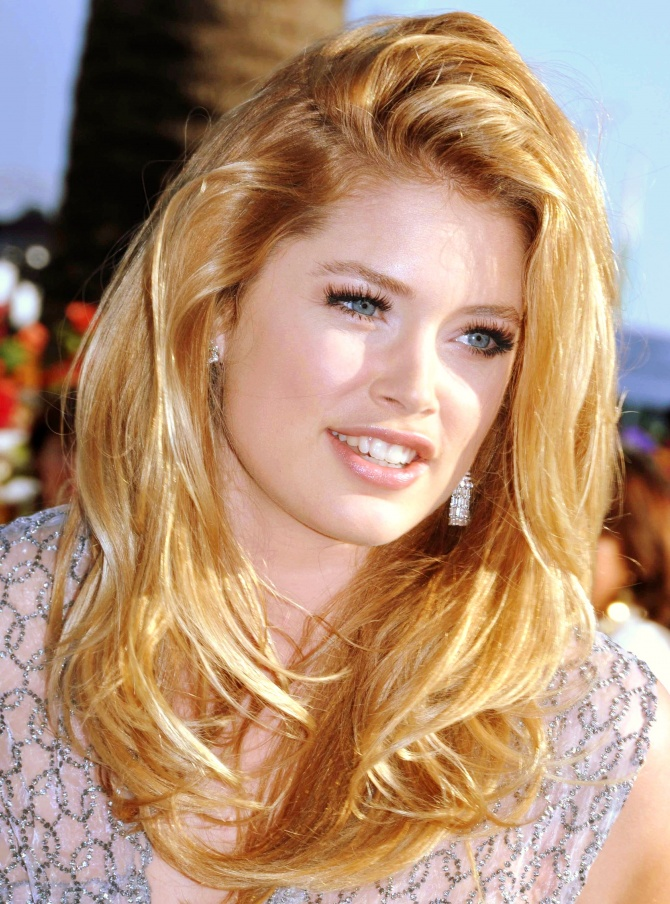
Doutzen Kroes en 2009 au Festival de Cannes.
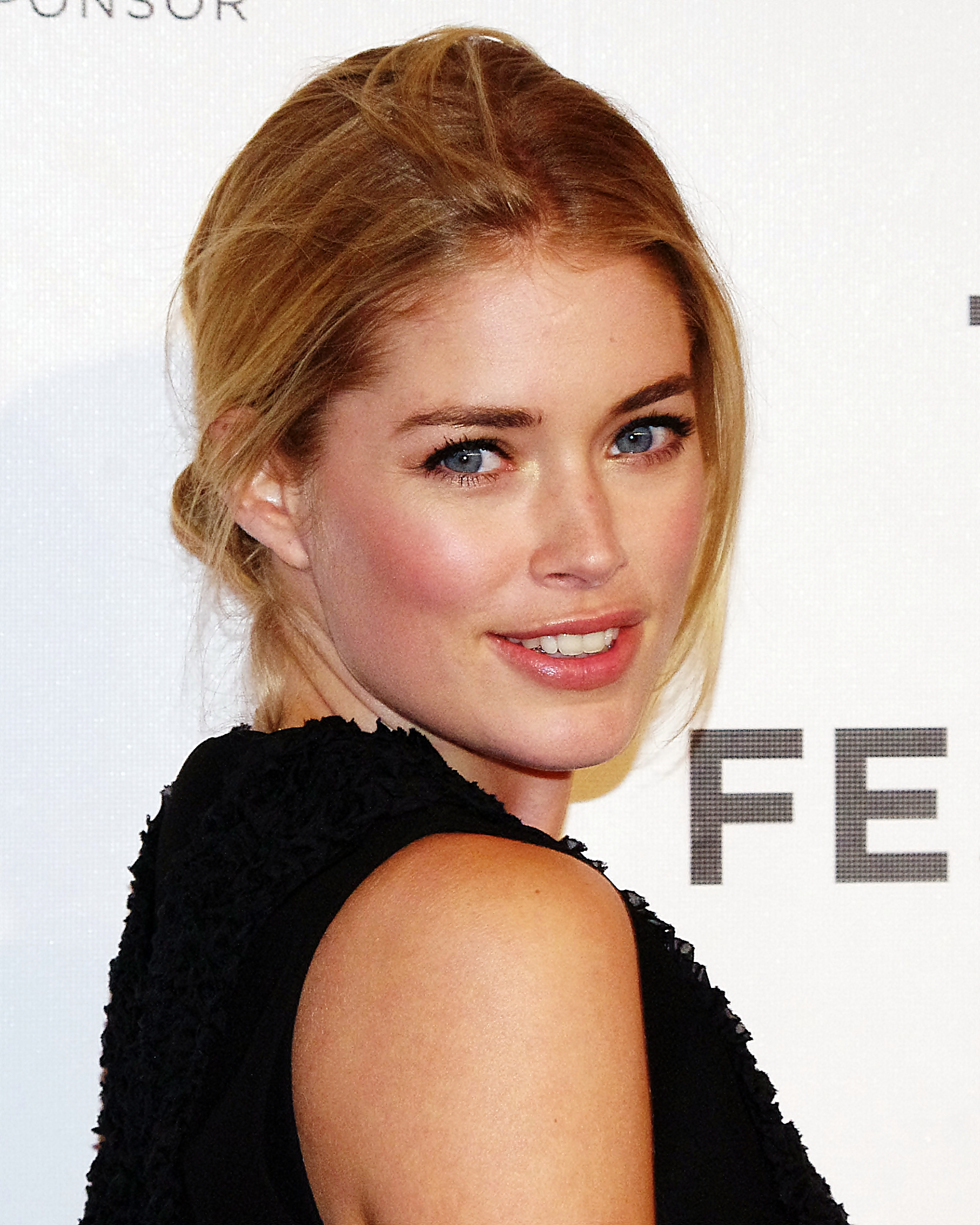
Doutzen Kroes en 2012.
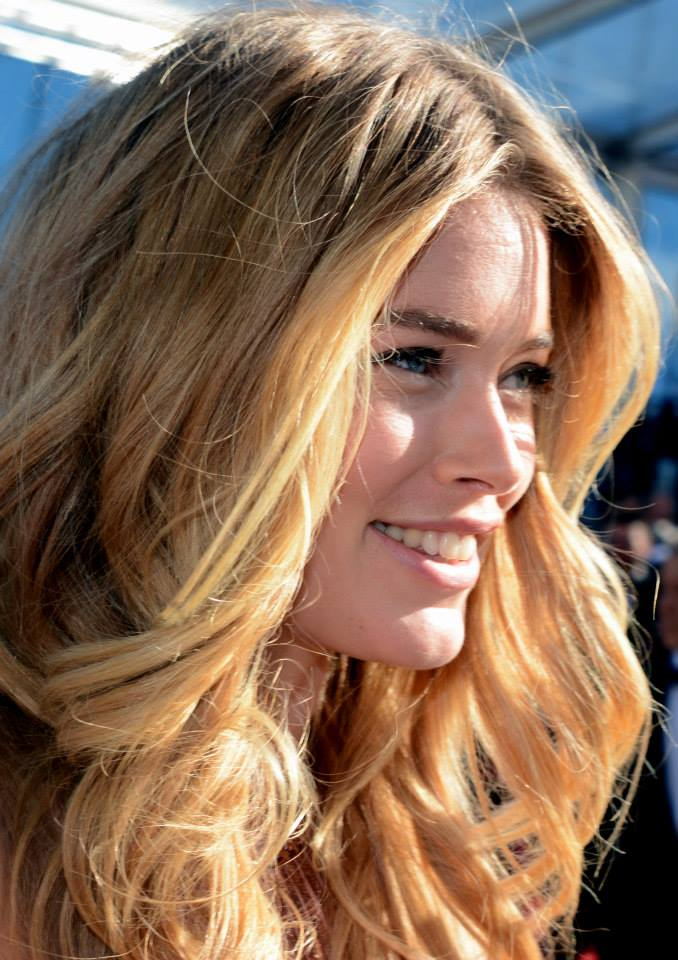
Doutzen Kroes au festival de Cannes 2013.

### Vie privée
Elle est mariée au DJ néerlandais Sunnery James. Ils sont les parents d'un garçon Phyllon, né le 21 janvier 2011, et d'une fille Myllena, née le 30 juillet 2014.

## Filmographie
Cinéma
- 2011 : Valentino: The Last Emperor de Matt Tyrnauer : elle-même (documentaire)
- 2011 : Nova Zembla de Reinout Oerlemans : Catharina Plancius
- 2015 : J'marche pas en arrière (court-métrage) de Barthélemy Grossmann : une femme
- 2017 : Wonder Woman de Patty Jenkins : Venelia
- 2017 : Justice League de Zack Snyder : Venelia
- 2020 : Wonder Woman 1984 de Patty Jenkins : Venelia
- 2021 : Zack Snyder's Justice League de Zack Snyder : Venelia

Télévision
- 2005-2014 : Victoria's Secret Fashion Show : elle-même (8 défilés)
- 2016 : Love Advent : elle-même (web-série - saison 6, épisode 11)